# Cliffordiochloa parvispicula
Cliffordiochloa es un género monotípico de plantas herbáceas de la familia de las poáceas. Su única especie, Cliffordiochloa parvispicula B.K.Simon, es originaria de Queensland en Australia.

## Descripción
Planta perenne con rizomas ausentes o cortos, culmos erectos, o ascendentes de 30-55-90 cm de largo, enjuto. Posee escasas ramas laterales, o amplias, o sufrútice. Lígula una franja de pelos. Láminas foliares persistente, o de hojas caducas en la lígula; rígido. La inflorescencia es una panícula compuesta de racimos; teniendo pocas espiguillas fértiles (2/2). Flósculos estériles basales, sin palea significativa. La fruta cariópside con pericarpo adherente, ovoide.

## Taxonomía
Cliffordiochloa parvispicula fue descrito por Bryan Kenneth Simon y publicado en Prodromus Florae Novae Hollandiae 325. 1810.
Etimología
El nombre del género deriva del griego chloé (pasto), y Harold Trevor Clifford. (botánico australiano). 
Sinonimia
- Agrostis nigrescens Salzm. ex Steud.
- Cliffordiochloa parvispicula B.K.Simon
- Panicum agrostidiforme Lam.
- Panicum agrostis Nees ex Döll
- Panicum caroniense Luces
- Panicum diandrum Kunth
- Panicum hondurense Swallen
- Panicum laxum var. laxum
- Panicum laxum var. pubescens Döll
- Panicum laxum var. vestitum L.B.Sm. & Wassh.
- Panicum leptomerum J.Presl
- Panicum luticola Hitchc.
- Panicum nigrescens Salzm. ex Steud.
- Panicum pilosum var. epilosum E.Fourn.
- Panicum psilanthum Steud.
- Panicum ramuliflorum Hochst. ex Steud.
- Panicum tenuiculmum G.Mey.
- Steinchisma laxa (Sw.) Zuloaga
- Vilfa gavana Steud.[3]